# Крута Гора
Крута Го́ра — село в Україні, у Луганській міській громаді Луганського району Луганської області. Населення становить 28 осіб.

## Відомі люди
- Терновой Володимир Харитонович (нар.1921 — † 1992) — Герой Радянського Союзу.[1]